# Новине (ТВ серија)
Новине је хрватска телевизијска серија која се од 2016. до 2020. године емитовала на каналу ХРТ 1. Прва је серија са подручја бивше Југославије коју је откупио Нетфликс. У Србији се емитовала на телевизији Нова.

## Радња
Марију Кардуму, утицајном грађевинском тајкуну, наједном се јако жури да преузме 'Новине', јер је млади новинар Андреј Маринковић почео да се бави истраживањем тајанствене саобраћајне несреће са којом је будући власник тесно повезан. Нагла промена власништва покреће и унутрашња превирања у редакцији изазвана жељом за моћи, таштином и амбицијама. У средишту су тих превирања новинарски ветерани Дијана Митровић, Никола Мартић, као и Мартин Видов и Аленка Јовић Маринковић који се смењују на положају главног уредника.

## Улоге
| Глумац                | Улога                   |
| --------------------- | ----------------------- |
| Бранка Катић          | Дијана Митровић         |
| Трпимир Јуркић        | Никола Мартић           |
| Александар Цвјетковић | Марио Кардум            |
| Драган Деспот         | Лудвиг Томашевић        |
| Зденко Јелчић         | Благо Антић             |
| Зијад Грачић          | Мартин Видов            |
| Горан Марковић        | Андреј Маринковић       |
| Тихана Лазовић        | Тена Латиновић          |
| Олга Пакаловић        | Аленка Јовић Маринковић |
| Борис Свртан          | премијер Лозанчић       |
| Ливио Бадурина        | Матко Јаковљевић        |

## Занимљивости
Сценариста серије Ивица Ђикић био је главни уредник у једним новинама из Ријеке неколико година пре писања овог сценарија. Критичари су запазили утицај нордијских ноара и култних серија сличне тематике на ову серију.
Серија је после руске 'Мажор', или интернационално преведено 'Silver Spoon', заправо друга серија на неком словенском језику коју је откупио Нетфликс. У априлу 2018. године нашла се у каталогу стриминг гиганта у преко 130 земаља света. 
Серија је у Србији приказана у целости након емитовања свих сезона у Хрватској, иако у њој једну од главних улога игра прослављена глумица Бранка Катић која се овом улогом вратила на ове просторе након дугог одсуства. Репризирала се више пута у ударном термину, као и још неке серије хрватског јавног сервиса на том каналу.